# Karen Susman
Karen Hantze Susman (ur. 11 grudnia 1942 w San Diego) – amerykańska tenisistka, mistrzyni Wimbledonu w grze pojedynczej.
Triumf na londyńskich kortach Wimbledonu w 1962 r. to największy sukces w zawodowej singlowej karierze Susman. W finale pokonała Věrę Sukovą 6:4, 6:4.
Amerykanka zdobyła również trzy tytuły wielkoszlemowe w grze podwójnej, wszystkie u boku Billie Jean King i dwa na Wimbledonie. Po raz pierwszy odniosła sukces w deblu w 1961 r. Kolejny triumf odniosła w 1962 r. a ostatni w 1964 r. na nowojorskim U.S. Championships.